# Techaluta de Montenegro
Techaluta de Montenegro è un comune del Messico, situato nello stato di Jalisco.